# Mort de trois otages israéliens tués par Tsahal
La mort de trois otages israéliens survient le 15 décembre 2023, lorsque des soldats de la brigade Bislamach de l'armée israélienne, opérant à Shuja'iyya, quartier à l'est de la ville de Gaza, en Palestine, dans le cadre de la riposte israélienne de la bande de Gaza de 2023, abattent trois hommes — Alon Shamriz, Samer al-Talalka et Yotam Haïm —, civils kidnappés lors de l'attaque du Hamas contre Israël en octobre 2023, après plus de 60 jours de captivité à Gaza par le Hamas.  
Les otages, qui appelaient à l'aide, étaient désarmés et torse nu, agitant un drapeau blanc lorsqu'ils ont été tués. Le drame provoque des critiques en Israël envers Tsahal pour l'avoir facilité et n'avoir pas sanctionné l'enfreinte aux consignes d'ouverture du feu, et à l'étranger.

## Personnes impliquées
Les trois otages tués par Tsahal sont identifiés comme étant Yotam Haïm (28 ans), Alon Lulu Shamriz (26 ans) et Samer Fouad Al-Talalqa (24 ans). Haïm et Shamriz ont été enlevés du kibboutz Kfar Aza et Talalka à celui de Nir Am. Les trois hommes ont été kidnappés lors des attaques du Hamas en Israël, le 7 octobre 2023, ayant conduit notamment à la prise en otage de quelque 250 personnes sur le territoire israélien dont une cinquantaine de Kfar Aza par le groupe terroriste Hamas et ses alliés.
Haïm était batteur dans un groupe de heavy metal nommé Persephore. Shamriz était étudiant en génie informatique au Collège universitaire Sapir, près de Sdérot. Talalka travaillait quant à lui dans l'écloserie du kibboutz mais venait de la ville bédouine de Hura où il était sur le point de se marier,.

## Événements
Selon un officiel de Tsahal, pour montrer qu'ils ne portaient pas de ceinture d'explosifs, les trois otages masculins sont sortis torse nu d'un bâtiment en direction d'un groupe de soldats de l'IDF du 17e bataillon de la brigade Bislamach situés à « des dizaines de mètres » et l'un d'entre eux portait un bâton sur lequel était accroché un tissu blanc,,. Un tireur d'élite israélien les identifiant par erreur à des suspects hurle « Terroristes ! » et ouvre alors le feu sur eux, tuant Shamriz et Talalka et blessant Haïm. 
Selon une enquête de l'IDF sur l'incident, le tireur n'avait pas reconnu le tissu blanc. Lors du briefing qu'il avait reçu avant d'être déployé dans la zone, il avait été informé que toute la zone était une zone de combat et qu'il était autorisé à tirer sur toute personne suspecte ; selon le Jerusalem Post, il avait été donné l'ordre de tirer sur tous les hommes de plus de 15 ans qui s'approchaient d'eux. 
Après avoir été touché, Haïm s'est réfugié dans un bâtiment voisin et a crié à l'aide en hébreu. Le commandant du bataillon a alors ordonné aux troupes de cesser le feu, tandis que Haïm était convaincu de sortir du bâtiment mais lorsqu'il l'a fait 15 minutes plus tard, un soldat agissant contre l'ordre du commandant du bataillon a tiré et l'a tué,.
Yediot Ahronot rapporte que les soldats israéliens avaient demandé au dernier otage de sortir du bâtiment dans lequel il se cachait, puis l'avaient abattu lorsqu'il a réapparu. Haaretz rapporte que les soldats de Tsahal ont suivi ce troisième otage dans le bâtiment et l'ont abattu parce qu'« ils pensaient que c'était un terroriste du Hamas qui tentait de les attirer dans un piège », comme cela était arrivé précédemment,. 
Les soldats ont commencé à avoir des doutes en récupérant les corps car ils portaient des marques d'identification suggérant qu'il s'agissait bien d'otages israéliens qui avaient réussi à échapper à leurs ravisseurs. C'est particulièrement à la vue du corps tatoué de Haïm que le commandant du bataillon a soupçonné qu'il était Israélien. Après le retour de leurs corps en Israël, les otages ont été identifiés formellement,,.

## Enquêtes

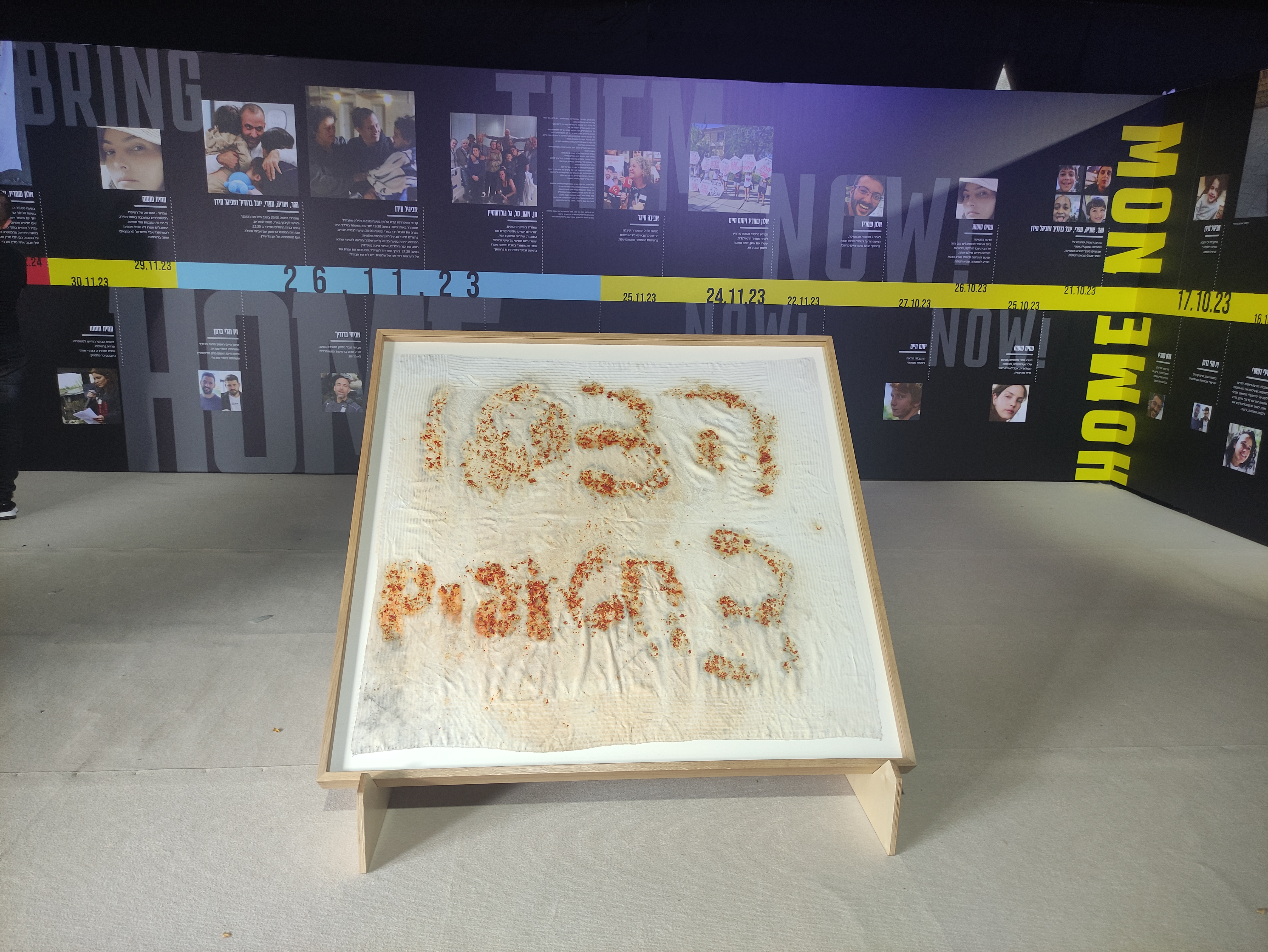
Tissu sur lequel les personnes enlevées ont écrit « Au secours, 3 otages », présenté lors de l'exposition « Through Their Eyes » au kibboutz Kfar Gaza lors du premier anniversaire des événements du 7 octobre.

L'enquête préliminaire montre que quelques jours avant l'incident survenu à Shuja'iyya, un quartier de l’ouest de la ville de Gaza, théâtre de rudes combats ayant eu lieu juste auparavant, les forces Golani ont tué les ravisseurs palestiniens, précisément le 10 décembre - sans savoir qu'ils détenaient des otages israéliens dans le bâtiment. La mort de leurs geôliers a donc permis aux Israéliens de s'échapper, après plus de 60 jours de captivité,.
L'enquête indique que les trois otages - tête rasée et barbus - avaient erré cinq jours dans la bande de Gaza, après avoir faussé compagnie à leurs geôliers, avant d'être mépris et abattus. Les otages libérés sont ensuite restés seuls dans un immeuble résidentiel à Sheja'iya.  
Les soldats israéliens ont remarqué que le bâtiment dans lequel se cachaient les otages, à 200 mètres de l'endroit où ils seraient finalement abattus, montrait des pancartes en tissu indiquant « SOS » et « Au secours, trois otages » accrochées aux fenêtres ; les lettres étaient écrites en hébreu sur le tissu avec des restes de nourriture,. Les FDI ont signalé la maison étant comme un piège possible, après avoir fait l'expérience de plusieurs embuscades par des kamikazes palestiniens se présentant à eux comme des civils désarmés, menant à la mort de plusieurs soldats et officiers,,,. 
L'enquête détermine également que lorsque l'unité militaire qui a trouvé les panneaux d'appel à l'aide a été redéployée hors de la zone, elle n'en a pas informé le bataillon qui la remplaçait, dont les troupes seront responsables de l'incident fatal.
La caméra GoPro d'un chien militaire qui était entré dans la maison où logeaient les otages, ayant enregistré leurs voix, est découverte après leur mort. Le chien servait dans un échange militaire entre Israël et le Hamas, près de l'endroit où les otages étaient détenus,. L'enregistrement révèle que l'otage Alon Shamriz a crié : « Au secours, il y a des personnes enlevées ici ! ». Le chien a quitté le bâtiment et a ensuite été tué. La caméra sur son corps n'a pu être vérifiée que trois jours après la mort des otages.
Selon le Jerusalem Post, l'enquête préliminaire révèle que les instructions données aux soldats de l'IDF à Shejaia étaient de tirer à vue sur tout homme en âge de combattre qui s'approchait d'eux. Cependant, selon un officier supérieur du Commandement du Sud, le soldat qui a ouvert le feu immédiatement après avoir repéré les trois hommes l’a fait en violation des protocoles, tout comme le second soldat qui a tué Haïm, le troisième homme, qui a enfreint l'ordre de son commandant,.

## Réactions

### De la société civile
Peu après l'annonce de la triste nouvelle par le porte-parole de l'armée, des familles d'otages et des centaines de personnes réunies sur l'esplanade du musée des beaux-arts de Tel Aviv, baptisée « Place des Otages », réclament de nouveau au gouvernement de relancer les pourparlers pour la libération des quelque 129 otages encore détenus dans la bande de Gaza, et vingt-quatre heures plus tard, après Shabbat, des milliers de manifestants bloquent la rue longeant le ministère de la Défense, avec la même revendication,,. 
Infirmière travaillant en soins palliatifs, Iris Haïm, la mère de l'un des otages tués - Yotam Haïm -, envoie un message de compassion et d'amour à l'unité israélienne impliquée dans la fusillade, affirmant que sa mort n'est pas de la faute des soldats israéliens, - et les invite même chez elle pour les serrer dans ses bras,,. Elle affirme que la vie des soldats qui combattent dans la bande de Gaza n'a pas moins d'importance que celle de son fils. Iris Haïm déclare qu'elle impute la mort de son fils au Hamas et souhaite « que leur nom et leur mémoire soient effacés de la surface de la terre »,. Elle refuse en outre « de se joindre à certaines familles qui selon elle, mettent trop de pression sur les autorités israéliennes » qui font de leur mieux pour libérer les otages et appelle parallèlement à l'unité du pays,
Yagil Levy, professeur à l'Université ouverte d'Israël, déclare qu'il existe « un véritable écart entre les règles d'engagement formelles et la pratique sur le champ de bataille » , et le journaliste israélien Nahum Barnea qualifie l'incident de crime de guerre. Des voix pro-palestiniennes et des critiques de l'IDF disent que l'incident démontre l'utilisation indiscriminée de la force par l'armée israélienne sur les civils, voyant les soldats comme ayant confondu les otages israéliens se rendant avec des Palestiniens se rendant. Sari Bashi, directrice de programme à Human Rights Watch, déclare que « personne n'a cligné des yeux avant de les tuer », et que cette affaire n'a été soumise à une enquête que parce que les décédés se sont avérés être israéliens. Roy Yellin de l'ONG israélienne B'Tselem annonce que son groupe a documenté « d'innombrables incidents de personnes qui se sont clairement rendues et qui ont quand même été abattues » et que l'incident survient après « une longue tendance à » l'escalade de la violence israélienne qui est restée largement impunie.

### De Tsahal et du gouvernement israélien
Le 15 décembre, Tsahal déclare que lors des opérations à Shuja'iyya, ses soldats ont « identifié par erreur trois otages israéliens comme une menace » et les ont tués par des tirs amis,. Un officier supérieur de Tsahal précise : « Nous avons entendu de tels cris dans le passé, puis il y a eu des combats, après que l'alerte s'est avérée être une tentative d'attirer les forces de Tsahal vers un bâtiment et d'ouvrir le feu sur elles. Malheureusement, nous pensions que c'était un même type d'incident ».
Le Premier ministre Benyamin Netanyahou présente ses condoléances aux familles des victimes, tout en regrettant « une erreur » ainsi qu’une « insupportable tragédie » plongeant « tout l'État d'Israël dans le deuil »,  tandis que le ministre de la Défense Yoav Gallant qualifie ces meurtres « d'incident douloureux pour chaque Israélien ». 
Le lieutenant-général Herzi Halevi déclare que les tirs étaient contraires aux règles d'engagement de Tsahal et que les otages avaient « tout fait pour montrer qu'ils étaient inoffensifs », notamment en retirant leurs chemises pour montrer qu'ils ne portaient pas d'explosifs.  Selon le chef d'état-major israélien, les tirs sur les otages ont été effectués en violation des règles d'ouverture du feu et précise avoir immédiatement envoyé de nouveaux protocoles aux forces terrestres. Le lendemain, Tsahal publie une vidéo de Halevi s'adressant à la 99e division de Tsahal, lui rappelant de ne pas tirer sur les Gazaouis qui se rendent mais de les faire prisonniers de guerre. Les utilisateurs des réseaux sociaux ont souligné que les soldats en arrière-plan de la vidéo semblaient nonchalants, voire riaient.
À la suite de son enquête, l'IDF déclare que les tueries auraient pu être évitées, mais que des actions disciplinaires ne sont pas nécessaires puisqu'il n'y a « pas de malveillance » de la part des soldats israéliens. Lorsqu'on lui demande si les soldats impliqués dans l'assassinat des trois otages seraient retirés du service, le porte-parole de Tsahal, le lieutenant-colonel Richard Hecht, répond qu'ils seraient « soutenus de toutes les manières possibles », car l'incident est une « erreur terrible et tragique ». Le porte-parole de Tsahal, le lieutenant-colonel Jonathan Conricus, déclare qu'aucune mesure disciplinaire ne serait prise contre les soldats - du moins, jusqu'à la fin de la guerre - et qu'il n'y aurait aucun changement dans les opérations terrestres de Tsahal à la suite de ces meurtres.
Pour certains commentateurs militaires, la responsabilité de cette méprise ayant conduit à la mort de ceux que l'armée devait sauver incombe aux commandants qui n'ont pas envisagé auprès leurs soldats « l'éventualité de voir apparaître dans la zone de combats des otages vivants et, dans ce cas, sur la façon dont il fallait agir ».

### D'autres
Pour John Kirby, porte-parole du Département de La Défense à la Maison-Blanche, la mort des trois otages israéliens dans la bande de Gaza est une « erreur tragique » et une nouvelle « déchirante ». Il ajoute : « Je ne crois pas qu’il soit possible de tirer des conclusions plus générales de cet événement particulier et de ce que cela dit de la capacité (des forces armées israéliennes) à être plus chirurgicales et plus précises » dans leurs actions.
Ce drame provoque ainsi une demande à Israël de mieux distinguer entre civils et terroriste de la part notamment de ministres européens,.

## Après l'incident

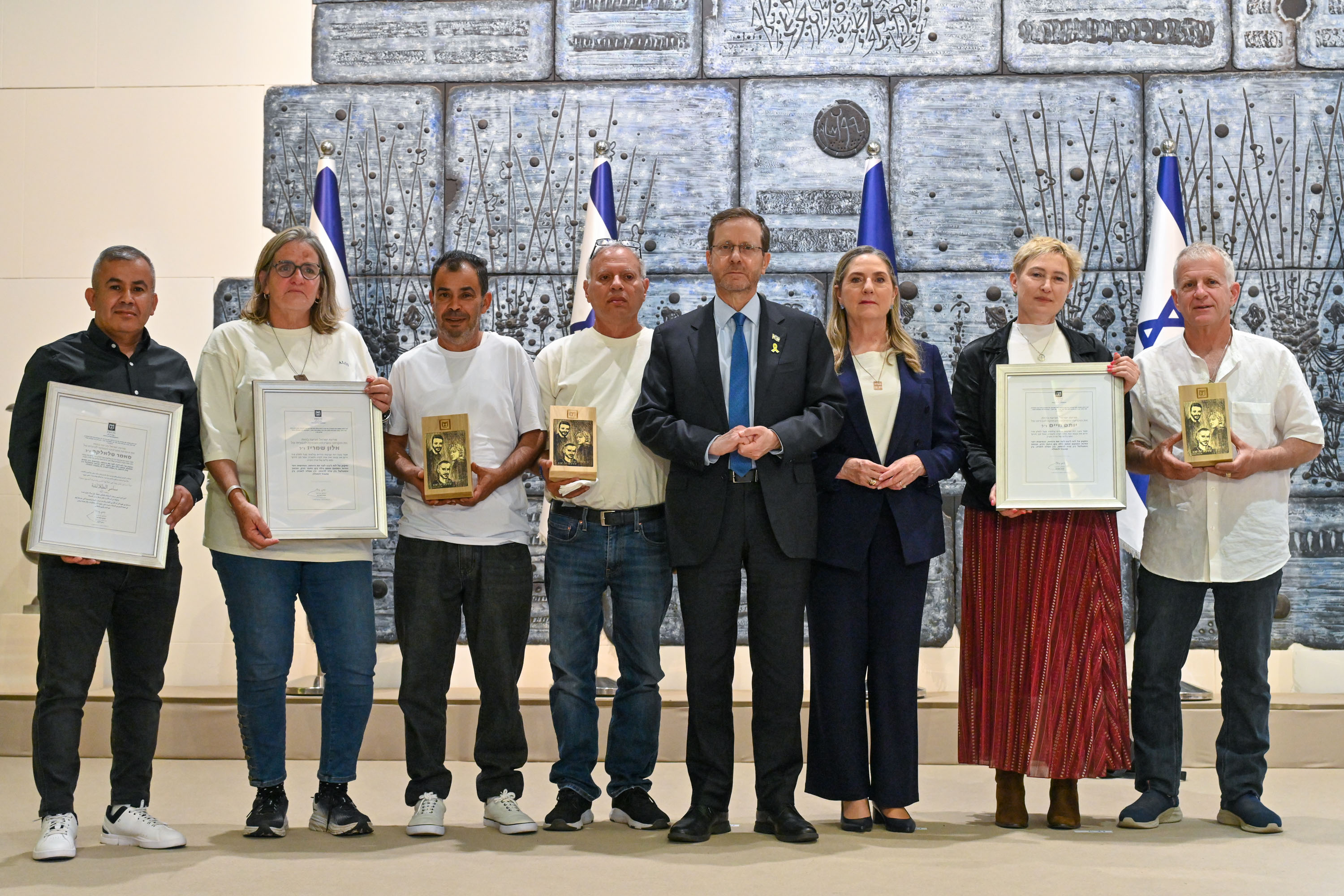
Le président d'Israël rend hommage à l'héroïsme des otages tués et au courage de leur famille (avril 2024)

Le 17 décembre 2023, Alon Shamriz est inhumé dans le cimetière du kibboutz Shafiim où de nombreuses personnes lui rendent hommage. Le lendemain, les funérailles de Yotam Haïm ont lieu au kibboutz Gvulot, accompagnées d'une foule nombreuse.  
Le 25 décembre, Tsahal annonce avoir trouvé dans l'hôpital indonésien de Beit Lahia (nord de la bande de Gaza), la voiture avec sa plaque d'immatriculation israélienne appartenant au Bédouin tué Samer al-Talalqa, avec à l'intérieur, des traces de sang attribué à un autre otage.  
La famille d'Alon Shamriz exige de Tsahal que le défunt soit reconnu comme un vétéran de l'armée, étant donné qu'il avait été appelé en tant que réserviste au début de la guerre, avant que l'on sache qu'il avait été kidnappé, et aussi à la lumière du fait qu'il existe des preuves selon lesquelles il s'est appuyé sur ses connaissances acquises lors de sa période de service militaire régulier dans l'unité de génie de combat, lors de la tentative de survie des personnes enlevées. Tsahal ayant refusé, en mars 2024, la famille demande à la Haute Cour de justice israélienne d'accepter cette reconnaissance. Le 18 avril, une pierre tombale militaire est placée sur la tombe de Shamriz à l'initiative de Tsahal, sans indication de grade ni numéro personnel, comme il est d'usage sur une pierre tombale militaire standard.  
Le 15 avril 2024, les familles des trois otages tués reçoivent des marques de reconnaissance et des récompenses pour leur courage et l'héroïsme de leurs défunts des mains du président Yitzhak Herzog à Jérusalem.  

## Documentaire
Un film documentaire intitulé Looking for Yotam, réalisé par Caroline Bongrand et Georges Benayoun et tourné en 2024, fait le portrait de Yotam Haïm.

## Voir également
- Attentat du 30 novembre 2023 à Jérusalem
- Tir ami pendant la guerre à Gaza
- Mort de Shireen Abu Akleh